# Endotrichella dietrichiae
Endotrichella dietrichiae là một loài rêu trong họ Pterobryaceae. Loài này được Müll. Hal. mô tả khoa học đầu tiên năm 1872.